# Eleginops maclovinus
Eleginops maclovinus (Cuvier, 1830), noto commercialmente come robalo, è un pesce osseo marino, unica specie appartenente alla famiglia Eleginopsidae.

## Descrizione
Il corpo di questo pesce è allungato e fusiforme. La bocca è in posizione frontale inferiore, abbastanza piccola. Le pinne dorsali sono due, contigue, la prima breve con 7.8 raggi spinosi, la seconda più lunga e con raggi molli. La pinna anale è leggermente più corta e più bassa della seconda dorsale e non ha raggi spiniformi. La pinna caudale ha una leggera rientranza centrale. Pinne ventrali e pinne pettorali grandi. Il colore è brunastro con riflessi blu sul dorso e bianco giallastro sul ventre. Le pinne dorsali hanno colore grigiastro mentre la caudale è bruna, gli apici di queste pinne hanno colore giallastro. La pinna anale è di colore marrone chiaro.
La taglia massima è di circa 90 cm.

## Distribuzione e habitat
Questa specie è endemica delle coste più meridionali del Sudamerica, sia sul lato atlantico (a nord fino alla regione patagonica dell'Argentina) che su quello pacifico (a settentrione fino alla città cilena di Valparaíso) nonché lungo le coste della Terra del Fuoco e delle isole circostanti.

## Biologia
Pressoché ignota.

## Pesca
Di scarsa importanza.

## Tassonomia
È stato ascritto per lungo tempo alla famiglia Nototheniidae.